# Robert Chapman
Robert Cleaver Chapman (4 de enero de 1803 - 12 de junio de 1902), conocido como el "Apóstol del Amor", fue pastor, maestro y evangelista .

## Inicios
Chapman nació en Helsingor, Dinamarca, en una familia rica de comerciantes anglicanos de Whitby, Yorkshire. Fue educado por su madre mientras estaban en Dinamarca, más tarde ingresaría en un internado en Yorkshire, después del regreso de la familia a Inglaterra.
A los 15 años se mudó a Londres para trabajar como aprendiz de oficinista en la profesión jurídica. 

## Carrera jurídica
Completó su aprendizaje de cinco años y se convirtió en abogado en 1823. Ese mismo año se convirtió al cristianismo después de escuchar el evangelio después de una predicación de James Harington Evans  en una iglesia de Londres. Prosperó en su carrera jurídica y también en su vida espiritual, pasó la mayor parte de su tiempo libre visitando y ayudando a los pobres de Londres.
Su dedicación a los pobres causó una gran impresión en el marido de su prima, un tal señor Pugsley, de Barnstaple, Devon. Tanto que Pugsley, también abogado, se convirtió al cristianismo y comenzó a trabajar con los pobres en Barnstaple.
En 1831 visitó Barnstaple durante un día festivo y ayudó tanto en la predicación como en otras actividades que se hacían en los alrededores de la ciudad. Al regresar a Londres se convenció de que Dios lo estaba llamando a la obra a tiempo completo; Además sentía cada vez más que algunos aspectos de su trabajo legal no coincidían con su fe.
En 1832 fue invitado por la iglesia Ebenezer de Barnstaple para ser el pastor. En abril de ese año dejó la abogacía  y se trasladó a Barnstaple.

## Carrera pastoral
Aceptó el puesto de pastor de Barnstaple Baptist Church con la condición de que sólo estaría sujeto a lo que estaba escrito en la Biblia y no a ningún credo o creencia denominacional.  Creía que la comunión estaba abierta a todos los creyentes en Cristo y no restringida a aquellos que habían sido bautizados por inmersión total en una profesión de fe. Sus puntos de vista sobre el compañerismo eran similares a los de Anthony Norris Groves .
Con el tiempo, la iglesia pasó de ser bautista reformada a una no confesional, similar a la iglesia dirigida por George Müller en Bristol, en un edificio en Grosvenor Street, que después sería conocido como Grosvenor Street Chapel.

Chapman se convirtió en una figura influyente dentro de los Hermanos de Plymouth junto a John Nelson Darby y George Müller . Su celo y compasión por la gente llevaron a que muchos se refirieran a él como el "Apóstol del amor", Chapman escogió vivir de forma muy frugal en una zona desfavorecida de Barnstaple para poder llegar a los pobres.
En 1848 se puso del lado de George Müller en una disputa sobre la independencia de cada iglesia y creía que John Nelson Darby debería haber esperado más antes de excomulgar a la iglesia de Müller en Bristol por no apoyar a Darby en su disputa con Benjamin Wills Newton . Esto irritó a algunos partidarios de Darby que querían desacreditar a Chapman. Darby, sin embargo, los reprendió diciendo: "Dejen en paz a ese hombre; hablamos de los lugares celestiales, pero Robert Chapman vive en ellos".
Con respecto al momento del arrebatamiento de la Iglesia, un tema que se volvió prominente dentro del movimiento de los hermanos, Chapman sostuvo una visión del arrebatamiento parcial con parte de los salvos siendo arrebatados antes de la Gran Tribulación y una parte de ellos después de la Gran Tribulación.
Charles Spurgeon llamó a Chapman "El hombre más santo que he conocido". Chapman se hizo tan conocido que le fue entregada correctamente una carta del extranjero dirigida únicamente a "RC Chapman, University of Love, Inglaterra". 